# Sunčana Glavak
Sunčana Glavak (Čakovec, 9. prosinca 1968.) hrvatska novinarka, saborska zastupnica HDZ-a, glasnogovornica Vlade Republike Hrvatske, zastupnica u Europskom parlamentu.

## Obrazovanje
Sunčana Glavak rođena je 9. prosinca 1968. godine u Čakovcu gdje je završila osnovnu i srednju školu. Tijekom osnovne i srednje škole aktivno se bavila rukometom, a brojne nagrade dobila je na dramskim natjecanjima.
Diplomirala je na Filozofskom fakultetu u Zagrebu, OOUR pedagogijske znanosti 1992. (nastavnica razredne nastave) te na Fakultetu političkih znanosti u Zagrebu gdje je stekla titulu magistre novinarstva. Godine 2018. upisuje doktorski studij na Sveučilištu Sjever.

## Novinarski rad
Tijekom studija novinarstva Sunčana Glavak počela je graditi novinarsku karijeru. Radila je kao spikerica, voditeljica i urednica na Hrvatskom radiju Čakovec, a brojnim je radijskim emisijama dala autorski pečat. Za svoj novinarski rad tijekom Domovinskog rata od dr. Franje Tuđmana primila je odlikovanje Spomenica Domovinskog rata.
Karijeru nastavlja na Hrvatskoj televiziji otvaranjem Trećeg programa. Radila je u dopisništvu Čakovec i Varaždin kao dnevna urednica/voditeljica i to u redakcijama informativnog, gospodarskog, športskog i mozaičnog programa te kao novinarka/suradnica u športskoj redakciji Hrvatskog radija prateći utakmice Prve hrvatske nogometne lige.
Prelaskom na Varaždinsku televiziju radila je kao urednica Zabavnog programa, kao voditeljica športskih emisija te kao novinarka/reporterka. Autorica je preko 200 emisija o etno-baštini pod nazivom "Vu srcu te nosim", u to vrijeme najgledanijih emisija u programu VTV televizije, te dokumentarnih serijala V.I.P.
Za svoj televizijski rad dobila je brojna priznanja i zahvale kao što su one Varaždinske burze, brojnih općina i udruga, Biskupije te mnogih drugih.
Sunčana Glavak dvadeset je godina bila službena spikerica na rukometnim utakmicama muške rukometne lige, a vodila je i sve važnije kulturne, športske i gospodarske događaje u Varaždinskoj županiji od 1995. do 2004. godine.

## Rad u odnosima s javnošću
Godine 2004. počinje raditi u Ministarstvu kulture kao glasnogovornica Ministarstva te ustrojava i vodi Odjel za odnose s javnošću.
Autorica je dokumentarnoga filma Hrvatska kulturna baština – Hrvatski državni arhiv.
Godine 2007. izabrana je za zastupnicu u Hrvatskom saboru na listi HDZ-a u III. izbornoj jedinici. Svoj saborski mandat stavlja u mirovanje te je imenovana na dužnost zamjenice glasnogovornika Vlade Republike Hrvatske. Imenovana je Povjerenicom za informiranje Vlade Republike Hrvatske.
Prigodom dolaska Georga W. Busha, predsjednika SAD-a, u Hrvatsku 2008. godine, bila je članica Organizacijskog stožera te voditeljica press centra s akreditiranih 800 novinara.
Sudjelovala je u Organizacijskom odboru Croatia Summita 2008. i 2009. godine u Dubrovniku te vodila press centar za akreditirane inozemne i domaće novinare.
Godine 2007. postaje glasnogovornica HDZ-a sve do srpnja 2012. Sudjelovala je, kao članica Stožera HDZ-a, na parlamentarnim izborima 2011. godine, bila je voditeljica medijskog tima te glasnogovornica kampanje i članica stožera dr. Andrije Hebranga za predsjedničke izbore 2009. godine.
Na predsjedničkim izborima 2014. godine bila je članica izbornog stožera današnje predsjednice Republike Hrvatske Kolinde Grabar-Kitarović.
Od 1. veljače 2016. do 25. svibnja 2018. godine obnašala je dužnost glasnogovornice Vlade Republike Hrvatske.

## Politička karijera

##### Hrvatski sabor
U srpnju 2009. Sunčana Glavak aktivira svoj mandat u Hrvatskom saboru i započinje s obnašanjem dužnosti:
- potpredsjednice Odbora za obitelj, mladež i šport
- članice Odbora za rad i socijalno partnerstvo
- članice Odbora za informiranje, informatizaciju i medije te
- članice Hrvatskog izaslanstva u Kongresu lokalnih i regionalnih vlasti Vijeća Europe.

Na parlamentarnim izborima 2011. ponovno je izabrana na listi HDZ-a u III. izbornoj jedinici za zastupnicu u Hrvatskom saboru gdje je obnašala dužnosti:
- članice Odbora za obitelj, mlade i šport
- članice Odbora za međuparlamentarnu suradnju
- članice Odbora za informiranje, informatizaciju i medije
- zamjenice člana Izaslanstva Hrvatskog sabora u Zajedničkom parlamentarnom odboru RH – EU i
- voditeljice skupine prijateljstva s Kraljevinom Maroko.

Od 25. svibnja 2018. do 30. studenoga 2019. godine bila je zastupnica u Hrvatskom saboru i obnašala dužnosti:
- predsjednice Odbora za informiranje, informatizaciju i medije
- potpredsjednice Odbora za međuparlamentarnu suradnju
- članice Odbora za međuparlamentarnu suradnju
- članice Odbora za obrazovanje, znanost i kulturu
- članice Izaslanstva Hrvatskoga sabora u Parlamentarnoj dimenziji Srednjoeuropske inicijative

##### Europski parlament
Od 1. prosinca 2019. godine Sunčana Glavak zastupnica je u Europskom parlamentu.
Od 2016. asistentica je na Sveučilištu Sjever.
Sunčana Glavak vodila je Odbor za medije Hrvatske demokratske zajednice. Članica je Predsjedništva HDZ-a, međunarodna tajnica Zajednice žena HDZ-a "Katarina Zrinski", predsjednica Zajednice žena HDZ-a "Katarina Zrinski" Međimurske županije, bila je potpredsjednica Županijskog odbora HDZ-a Međimurske županije, predsjednica Odbora za međužupanijsku suradnju, a obnašala je dužnost vijećnice u Županijskoj skupštini Međimurske županije i predsjednice Gradskog odbora HDZ-a Čakovec.
Predsjednica je ženskog nogometnog kluba "Katarina Zrinski" u Čakovcu.